# Todarodes sagittatus
A pota-europeia (Todarodes sagittatus) é uma espécie de molusco pertencente à família Ommastrephidae.
A autoridade científica da espécie é Lamarck, tendo sido descrita no ano de 1798.
Trata-se de uma espécie presente no território português, incluindo a zona económica exclusiva.